# Alpha și Omega 6: Săpături de dinozaur
Alpha și Omega 6: Săpături de dinozaur (engleză Alpha and Omega 6: Dino Digs) este un film de animație american de comedie/acțiune/aventură creat de Tim Maltby și produs de Splash Entertainment. Acesta reprezintă a cincea continuare a francizei de filme Alpha și Omega, și s-a lansat pentru prima oară pe DVD pe 10 mai 2016. A fost anunțat pentru prima oară în 2015, și a fost inițial propus ca al șaptelea film al seriei. Dar dintr-o anumită cauză Lionsgate Entertaiment a decis să-l lanseze înaintea lui Marea înghețare, astfel acesta fiind al șaselea film.
Filmul a fost considerat drept un dezastru colosal de către fanii seriei, cei mai mulți dând critici către scenariu, conceptul bizar, spațiile în intrigă, narațiunea inconsistentă și declinul imens în calitatea animației. Astfel acesta este oarecum considerat cel mai rău capitol din franciză. O altă plângere a fost cea în legătură cu scenele de dans care sunt considerate inutile pentru poveste și o infamie, dar totuși a primit câteva recenzii pozitive datorită scenelor umoristice și noul scor muzical. Unele fundaluri animate și peisaje din film au fost de asemenea agreate.
Premiera în România a filmului a fost pe 19 februarie 2017 pe canalul Boomerang, în cadrul programului Boomerang Cinema.

## Premisă
După ce Kate, Humphrey și cei trei pui ai lor sunt forțați să-și mute bârlogul aceștia o descoperă pe Amy, un dinozaur feminin prietenos care a fost readusă la viață prin magie în urma descoperirii sale în timpul unei mari săpături. Puii de lup și prietenii lor din pădure îi arată lui Amy minunile lumii lor noi, și trebuie să lucreze împreună și să încerce să oprească săpătorii de a trezii pe periculosul T-Rex până nu-i prea târziu.

## Voci
- Ben Diskin - Humphrey
- Kate Higgins - Kate, Stinky
- Debi Derryberry - Runt
- Lindsay Torrance - Claudette, Carney
- Erin Fitzgerald - Amy
- Chris Smith - Marcel, Paddy, Jethro
- Edward Bosco - Mac
- Chris Niosi - Ian
- Drew Waters - Griffin
- Cindy Robinson - Marge
- Michelle Souza - Donna, Rogue Wolf
- Michael Smith - Săpător #1
- Tom Kane - Săpător #2
- Tim Maltby - Jucător de golf
- Andrew Tight - Veveriță

## Legături externe
- Alpha și Omega 6: Săpături de dinozaur la Internet Movie Database